# Jovan Jovanovic Zmaj

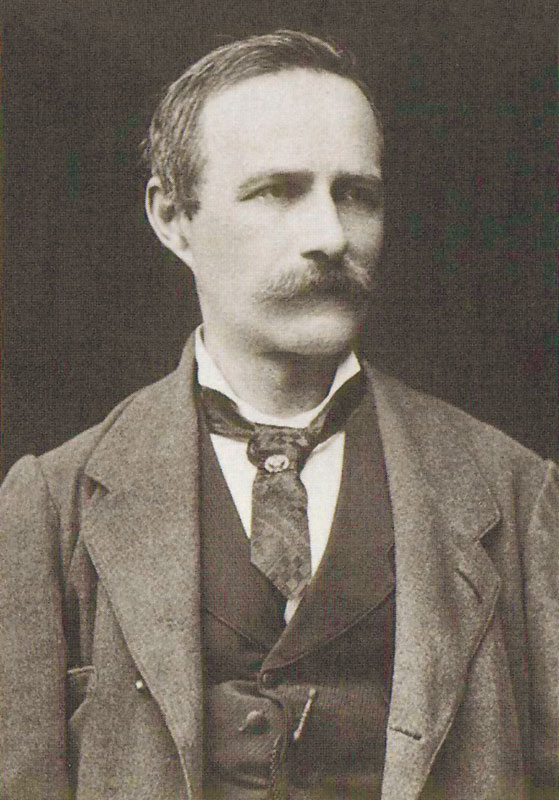
Jovan Jovanović Zmaj

Jovan Jovanović Zmaj (en cirílico serbio: Јован Јовановић Змај; n. en Novi Sad el 24 de noviembre de 1833 - f. el 3 de junio de 1904) fue un poeta serbio.

## Vida
Zmaj nació en Novi Sad, donde realizó sus estudios de primaria, realizando los de secundaria en Bratislava, estudiando asimismo en Budapest, Praga y Viena. En 1870 regresó a Novi Sad para trabajar como médico, motivado por el hecho de que su mujer sufría de tuberculosis.
Aunque escribió varios tipos de poesía, es conocido por su poesía infantil. Sus poemas pertenecen al acervo nacional, y algunos son cantados como canciones de cuna. Su apodo Zmaj (Змај, significa "dragón") viene de la fecha de la Asamblea de mayo, el 3 de mayo de 1848, pues en cirílico serbio 3.мај / Змај.